# Kaakontsteking
Een kaakontsteking of kaakabces is een ontsteking in de kaak. Ze gaat meestal uit van een ontsteking aan de wortelpunt van een tand of kies, waarvan de pulpa is afgestorven. Als behandeling wordt  extractie van de tand of kies of behandeling van het wortelkanaal toegepast.